# Colibrí jacint
El colibrí jacint (Augastes scutatus) és una espècie d'ocell de la família dels troquílids (Trochilidae) que habita zones de matoll de les terres altes de l'est del Brasil.